# Limotettix ochrifrons
Limotettix ochrifrons är en insektsart som beskrevs av Vilbaste 1973. Limotettix ochrifrons ingår i släktet Limotettix och familjen dvärgstritar. Enligt den finländska rödlistan är arten sårbar i Finland. Arten har ej påträffats i Sverige. Inga underarter finns listade i Catalogue of Life.